# Le Nouveau Monde (film, 1995)
Pour les articles homonymes, voir Le Nouveau Monde.
Pour plus de détails, voir Fiche technique et Distribution.
Le Nouveau Monde est un film français réalisé par Alain Corneau, sorti en 1995. 
Il s'agit de l'adaptation du roman de Pascal Quignard publié en 1994 L’Occupation américaine.

## Synopsis
Film semi-autobiographique retraçant l’histoire d’amour de deux adolescents, Patrick et Marie-José, dans les années 1950, tous deux passionnés par le monde américain. Collectionnant tout ayant un rapport avec les États-Unis, ce jeune couple vivant dans la campagne profonde assiste aux réticences des Français envers les Américains habitant le pays de Victor Hugo.
Lui veut aller plus loin dans la relation, elle attend de pouvoir consulter un médecin pour ne pas avoir de problèmes, leurs relations deviennent tendues. Patrick tombe un jour sur des habitants taguant des insultes sur le sol devant une maison américaine; il essaie de les stopper et se fait projeter contre le sol. Soigné par l’habitant d’à côté, il se lie d’amitié avec lui et avec sa fille Trudy. Cet Américain raciste lui fait découvrir des lieux et choses typiques de son pays d'origine, et en se rapprochant de la culture jazz, de Trudy et du côté anglophone, il s'éloigne de Marie-José.

## Fiche technique
- Réalisation : Alain Corneau
- Production : Jean-Louis Livi et Bernard Marescot
- Pays de production :  France
- Format : couleurs - 1,85:1 - 35 mm
- Genre : drame
- Date de sortie : 1995

## Distribution
- Nicolas Chatel : Patrick Carrion
- Sarah Grappin : Marie-José Vire
- James Gandolfini : Will Caberra
- Alicia Silverstone : Trudy Wadd
- Guy Marchand : docteur Carrion
- Baptiste Trotignon : Rydell
- Sylvie Granotier : madame Carrion
- Simon Mary : Antoine
- Ronald Baker : Augustus
- David Johnson : Mel
- Dany Brillant : le chanteur